# Ressourcenproduktivität
Ressourcenproduktivität ist in der Volkswirtschaftslehre und Umweltökonomik eine volkswirtschaftliche Kennzahl, welche die Produktivität der zur Produktion eingesetzten Ressourcen angibt.

## Allgemeines
Als Ressourcen wurden ursprünglich die Produktionsfaktoren angesehen, doch sind damit heute tendenziell die natürlichen Ressourcen gemeint, die einen ökonomischen Nutzen stiften. Hierzu gehören insbesondere Bodenschätze, Landflächen, Luft, Rohstoffe, Wasser sowie strömende Ressourcen wie Erdwärme, Wind- und Sonnenenergie.
Bei den klassischen Produktionsfaktoren wird die Produktivität durch die Arbeitsproduktivität (Faktor Arbeit), Bodenproduktivität (Boden) und Kapitalproduktivität (Kapital) gemessen:
| Produktionsfaktor | Faktorproduktivität  | Faktorpreis      |
| ----------------- | -------------------- | ---------------- |
| Arbeit            | Arbeitsproduktivität | Arbeitseinkommen |
| Boden             | Bodenproduktivität   | Bodenertrag      |
| Kapital           | Kapitalproduktivität | Kapitalzins      |

Die totale Faktorproduktivität berücksichtigt den technischen Fortschritt.

## Ausgangslage
Inzwischen wurde erkannt, dass die durch technische Eingriffe in die Natur ausgelösten Veränderungen nicht mit Technik wieder rückgängig gemacht werden können. Demnach stellt jeder Materialeinsatz und auch jedes Produkt/jede Dienstleistung ein Umweltproblem dar. Ein Input-orientiertes Ressourcenmanagement muss dafür sorgen, eine bestimmte Leistung mit dem geringsten Material- und Energieaufwand – und damit ein Maximum an Ressourcenproduktivität – zu erreichen.
Als Indikator der Ressourcenproduktivität ist der Material-Input pro Serviceeinheit (MIPS) geeignet, der 1993 von Friedrich Schmidt-Bleek entwickelt wurde und die Möglichkeit eröffnet, die Ressourcenproduktivität von Wirtschaftsräumen, Produktionsprogrammen, Produktionsprozessen, Produkten/Dienstleistungen und ganzen Unternehmen zu messen.

## Ermittlung
Die Ressourcenproduktivität ist der Wirkungsgrad pro verbrauchter Einheit, also der Output pro eingesetzter Ressourceneinheit (etwa die Nutzwärme pro Tonne CO2-Emission).
Die Ressourcenproduktivität {\displaystyle RP} ergibt sich aus der Gegenüberstellung des Inputs und Outputs oder der Ausbringungsmenge {\displaystyle A} und der Ressourceneinsatzmenge {\displaystyle E}:
{\displaystyle {\text{RP}}={\frac {\text{Output}}{\text{Input}}}={\frac {\text{A}}{\text{E}}}}.
In der traditionellen Auffassung von Produktivität wird die Ressourcenproduktivität so vernachlässigt, dass man sie als unerklärten Bestandteil der totalen Faktorproduktivität auffasst. Die Steigerung der Bodenproduktivität wird der Entwicklung des technischen Fortschritts zugeschrieben.
Beispiel
Der unterschiedliche Verbrauch von Primär- oder Sekundärrohstoffen für die Herstellung eines Freileitungsmastes zeigt anschaulich die unterschiedliche Ressourcenproduktivität:
| Freileitungsmast | Verbrauch an Primärrohstoffen | Verbrauch an Sekundärrohstoffen |
| ---------------- | ----------------------------- | ------------------------------- |
| Spannbetonmast   | 95 Tonnen                     | 40 Tonnen                       |
| Stahlgittermast  | 39 Tonnen                     | 21 Tonnen                       |

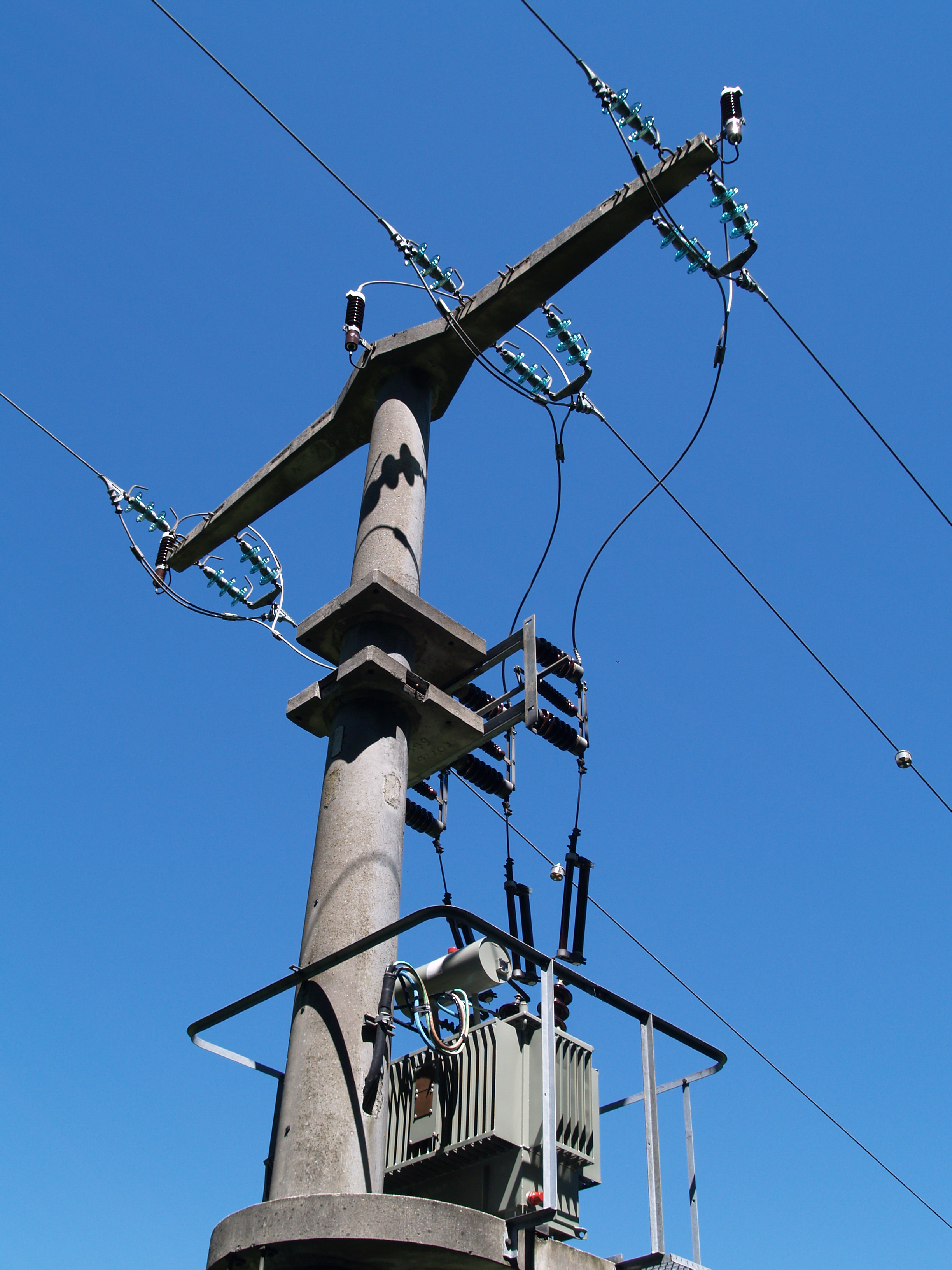
Spannbetonmast
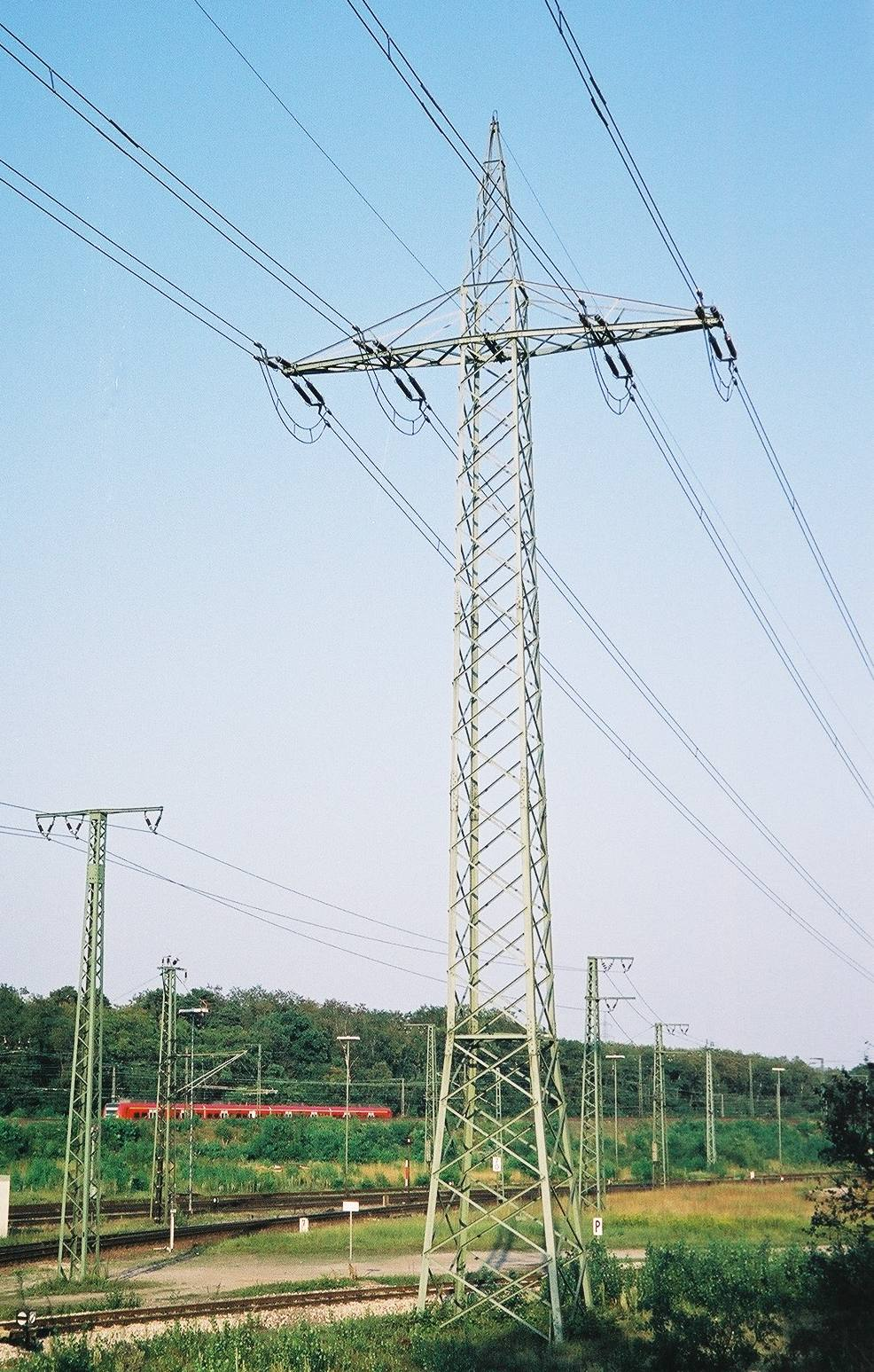
Stahlgittermast

Bis zur Aufstellung verbraucht der Spannbetonmast ungefähr dreimal mehr Primärrohstoffe (einschließlich Energie) als der Stahlgittermast. Aus Sicht der Umweltökonomik weist damit der Stahlgittermast eine wesentlich höhere Ressourcenproduktivität auf.	 

## Wirtschaftliche Aspekte
Strategien zur Steigerung der Ressourcenproduktivität betreffen einerseits die Produzenten in Form der Effizienzstrategien und andererseits den Verbraucher in Form der Suffizienzstrategien. Die Ressourcenproduktivität kann bei Produzenten gesteigert werden durch das Konzept der Dematerialisierung, das eine Güterproduktion verlangt, die von der Geburt bis zum Tod für den Menschen einen möglichst geringen Verbrauch an natürlichen Ressourcen erfordert. Substistenzstrategien zielen beim Verbraucher darauf ab, den Selbstversorgungsgrad durch Agrarproduktion, Fischerei, Jagd oder Sammeln zu verbessern. 
Steigerungen der Ressourcenproduktivität lassen sich erreichen durch Verbesserungen bestehender Produktionsprozesse und Organisationsstrukturen etwa bei Abfallvermeidung, Energieeinsatz, Recycling oder Wassernutzung. Auch Innovationen im Produktionsprozess und in der Produktgestaltung wie Substitution umweltbelastender Roh-, Hilfs- und Betriebsstoffe durch weniger schädliche oder Kreislaufwirtschaft tragen dazu bei.
Im Zuge eines steigenden Umweltbewusstseins wird die Bedeutung der Ressourcenproduktivität in der Gesellschaft deutlicher gesehen und die Gefahr des ungehemmten Ressourcenverbrauchs sowie die Notwendigkeit einer nachhaltigen Entwicklung hervorgehoben (vgl. Die Grenzen des Wachstums).
Im Bereich der Wirtschaftswissenschaften wird in Deutschland die Hinwendung zur Ressourcenproduktivität an Stelle der Arbeitsproduktivität vor allem von Gerhard Scherhorn und Raimund Bleischwitz vom Wuppertal Institut gefordert.